# Státní okresní archiv Beroun
Státní okresní archiv Beroun je jedním z oddělení Státního oblastního archivu v Praze a sídlí v Berouně, v ulici U Archivu 1633. Jeho vedoucím je Mgr. Jiří Topinka

## Fondy

### Fondy měst a obcí
- Beroun, nejstarší archiválií je privilegium krále Václava IV., kterým bylo povoleno založit městský špitál. Dalšími dokumenty jsou městské gruntovní knihy nebo berounské smolné knihy.
- Hořovice
- Hostomice
- a další

### Fondy dalších institucí
- Fondy četnických stanic
- Fondy spořitelen a záložen
- a další

### Fondy škol
- Školní kronika reálného gymnázia v Berouně od roku 1910
- Školní kronika "Liber memorabilium" obecné školy v Lochovicích od roku 1812
- Katalog žáků piaristické rezidence v Berouně
- a další

### Spolkové fondy
- Tělovýchovná jednota Sokol Beroun, především dokumenty z let 1865-1949
- Tělovýchovná jednota Lokomotiva Beroun (1950-1990)
- Krajinský spolek Valdek (1920-1939)
- Spolek divadelních ochotníků v Berouně
- Sbírka notových partitur berounského děkana Josefa Antonína Seydla.
- a další

### Osobní fondy
- Josef Každý (1723-1798)
- Josef Antonín Seydl
- Viktor Palivec
- a další

### Fondy průmyslových závodů
- Králodvorská cementárna
- Králodvorské železárny
- Komárovské železárny a strojírny
- TIBA Beroun
- Lomy Mořina
- Neštěmické Solvayovy závody, Svatý Jan pod Skalou
- Drobné dráhy Králův Dvůr - Beroun - Koněprusy, úzkorozchodná dráha činná v letech 1898-1962
- a další[2]

## Příklady archiválií

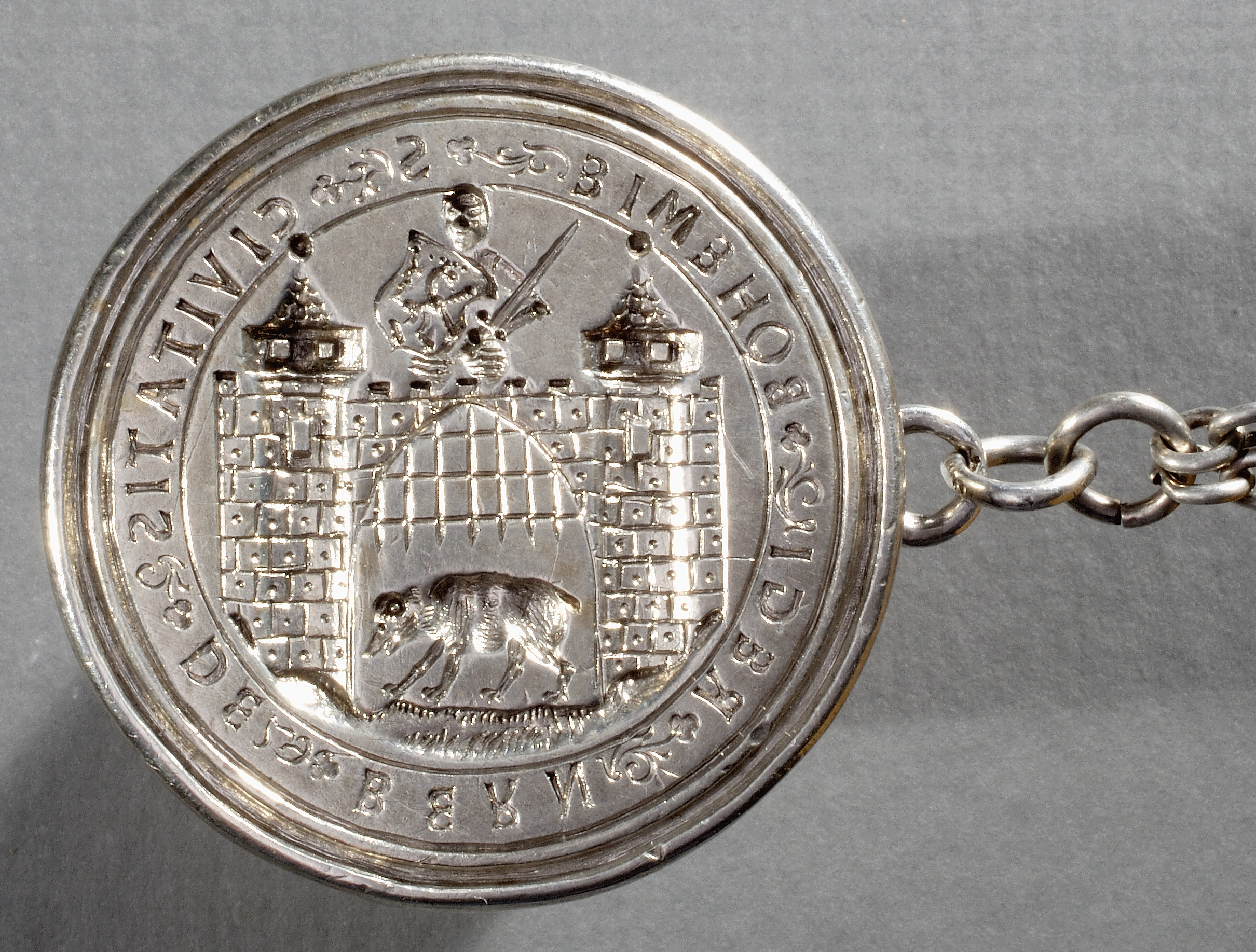
Stříbrný typář města Berouna z 16. století
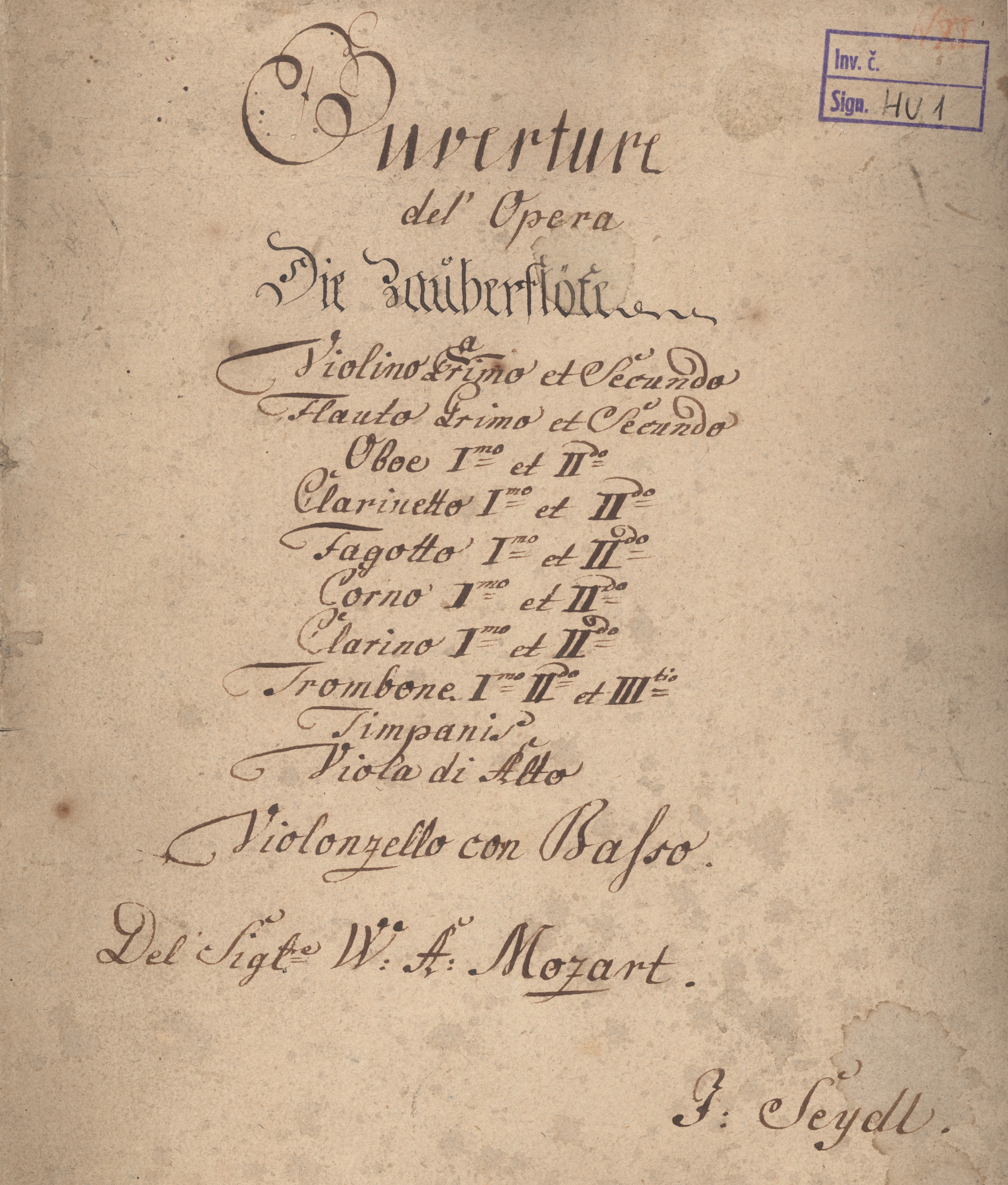
Titulní strana předehry Mozartovy opery Kouzelná flétna, opis z bohaté hudební sbírky berounského děkana Jana Antonína Seydla, kol. 1800
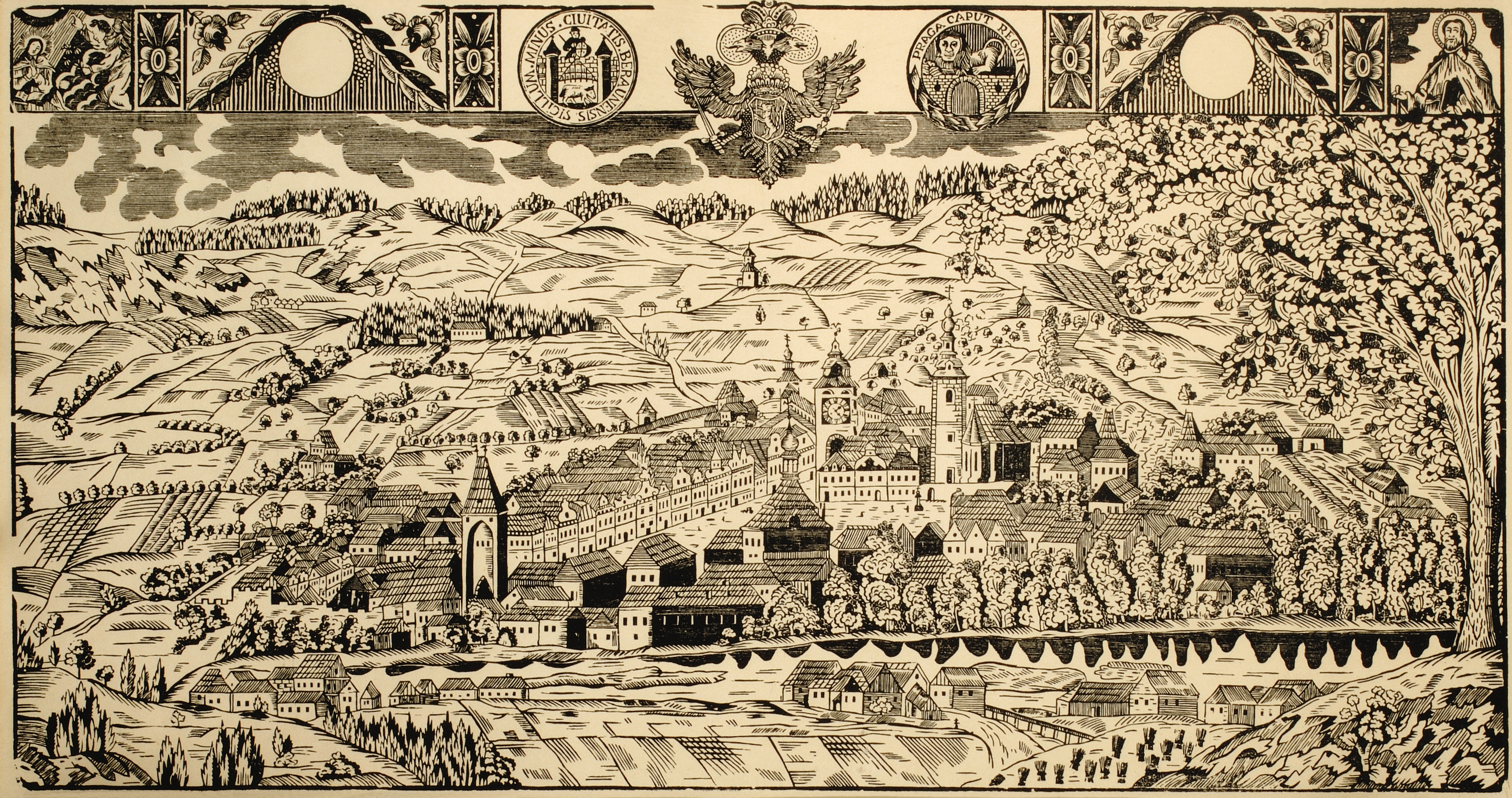
Veduta města Berouna z 20. let 19. století,
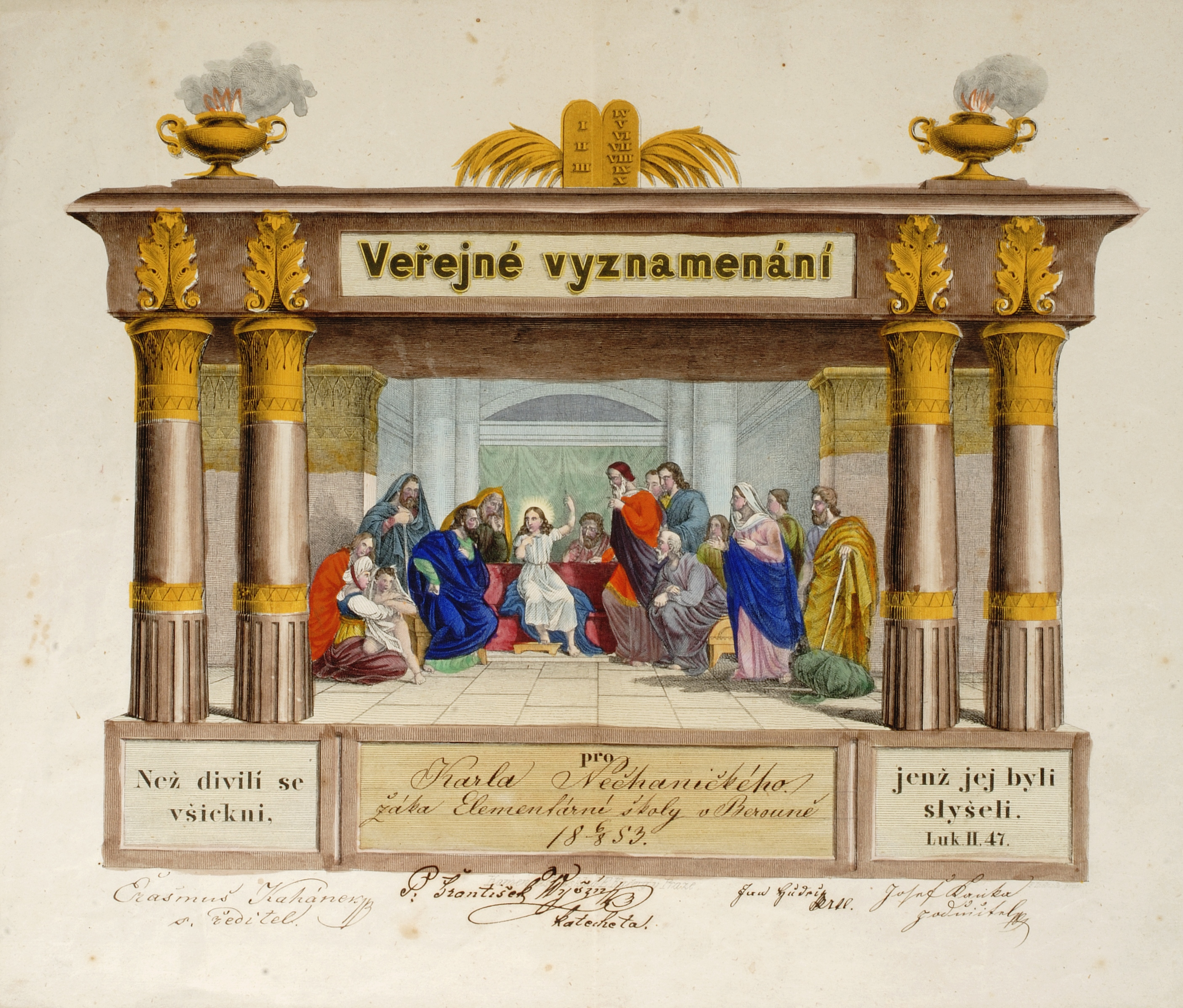
Kolorovaná pochvala pro žáka, 1. národní škola Beroun, 1856,
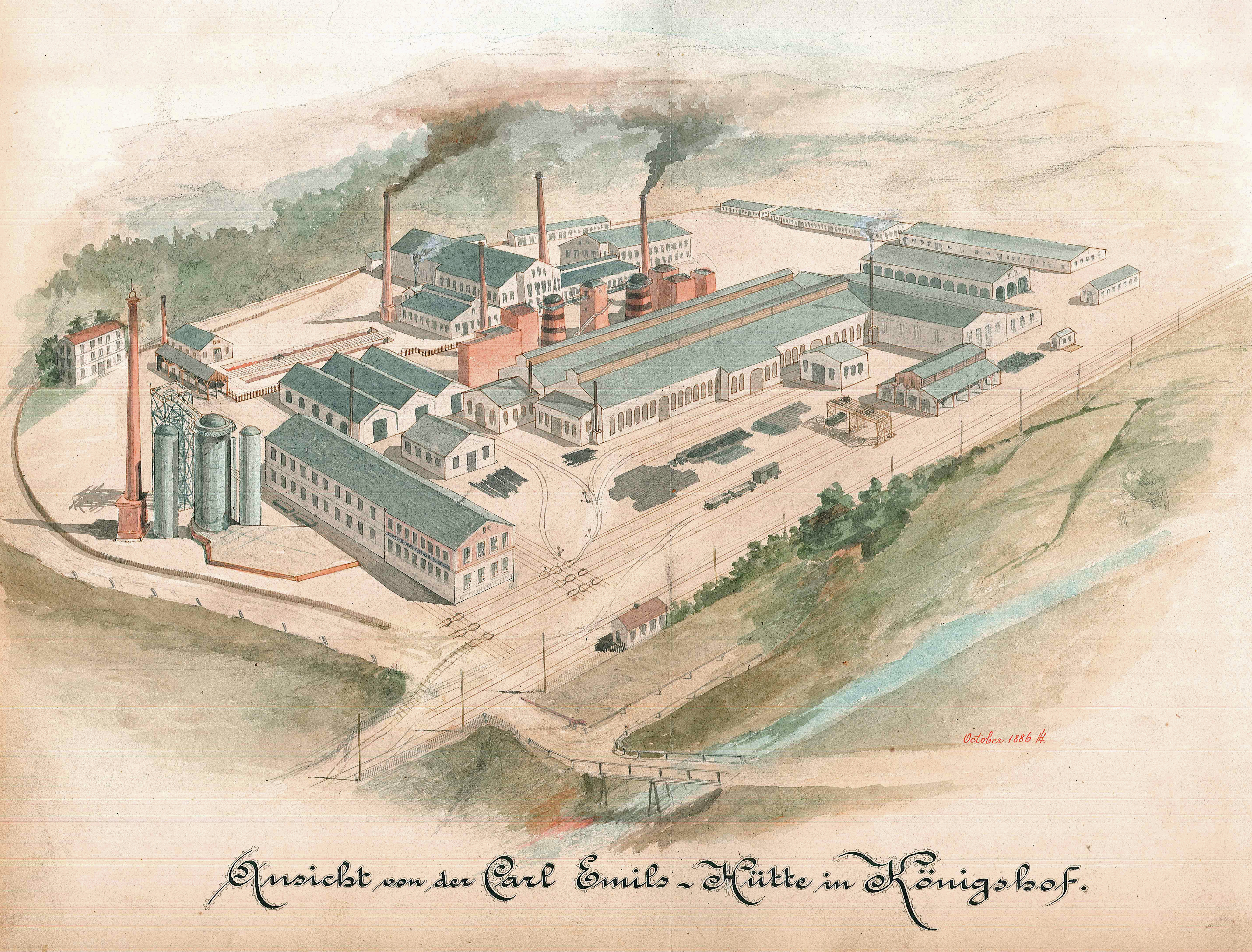
Kresba Králodvorských železáren (Carl-Emils-Hütte) z roku 1886.
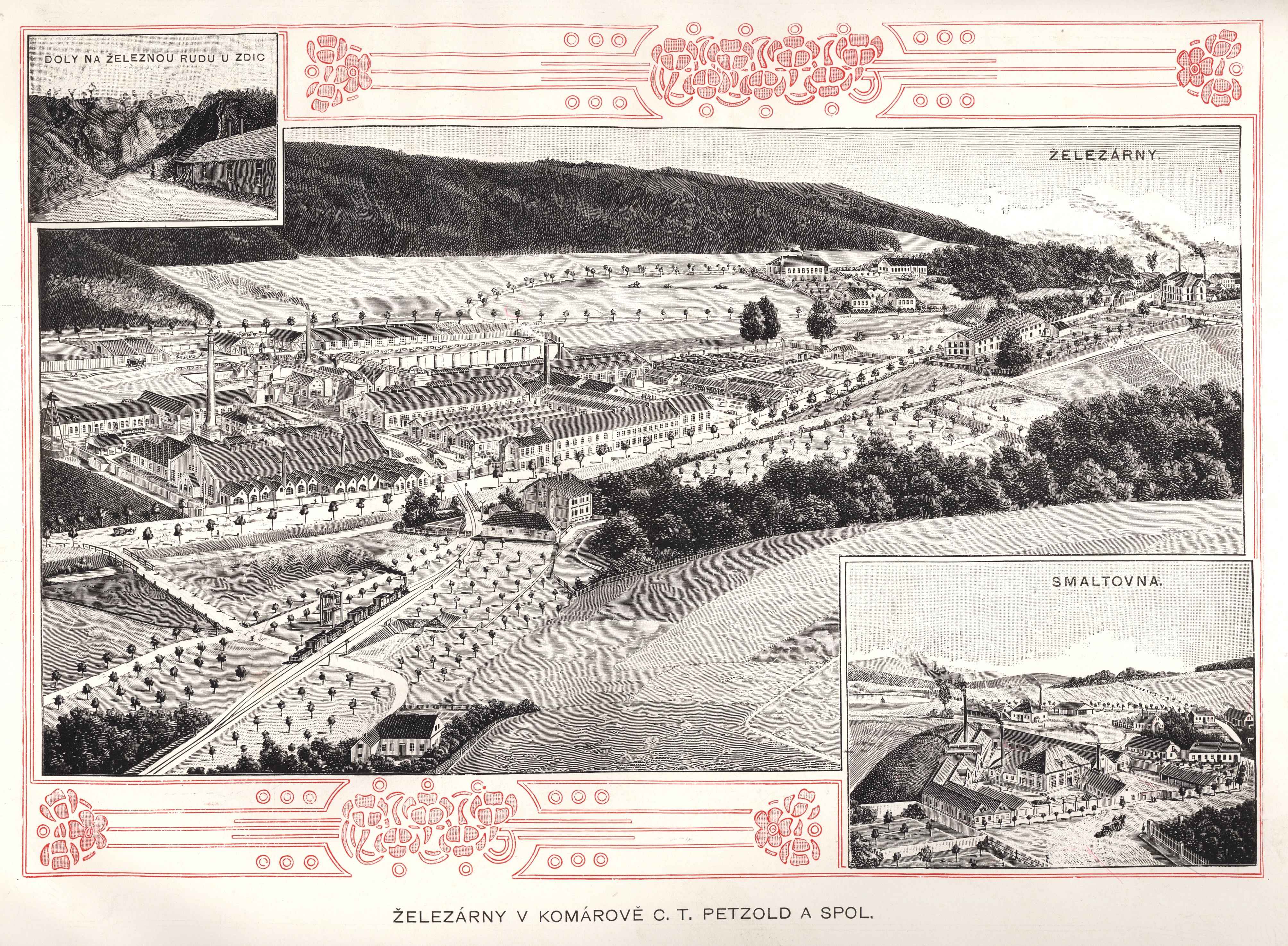
Veduta komárovských železáren C. T. Petzold z roku 1906.
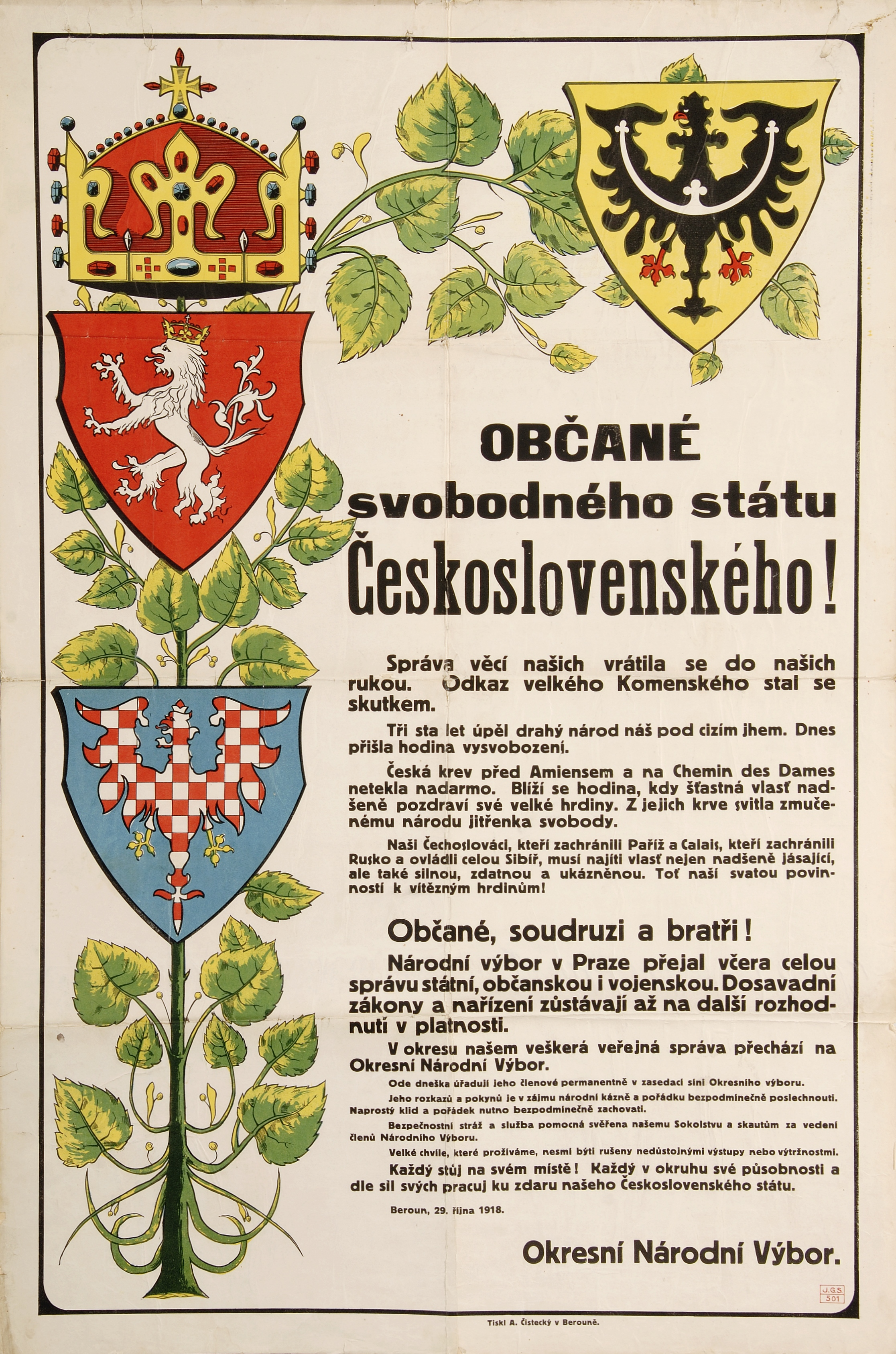
Plakát Okresního národního výboru v Berouně z 29. října 1918.
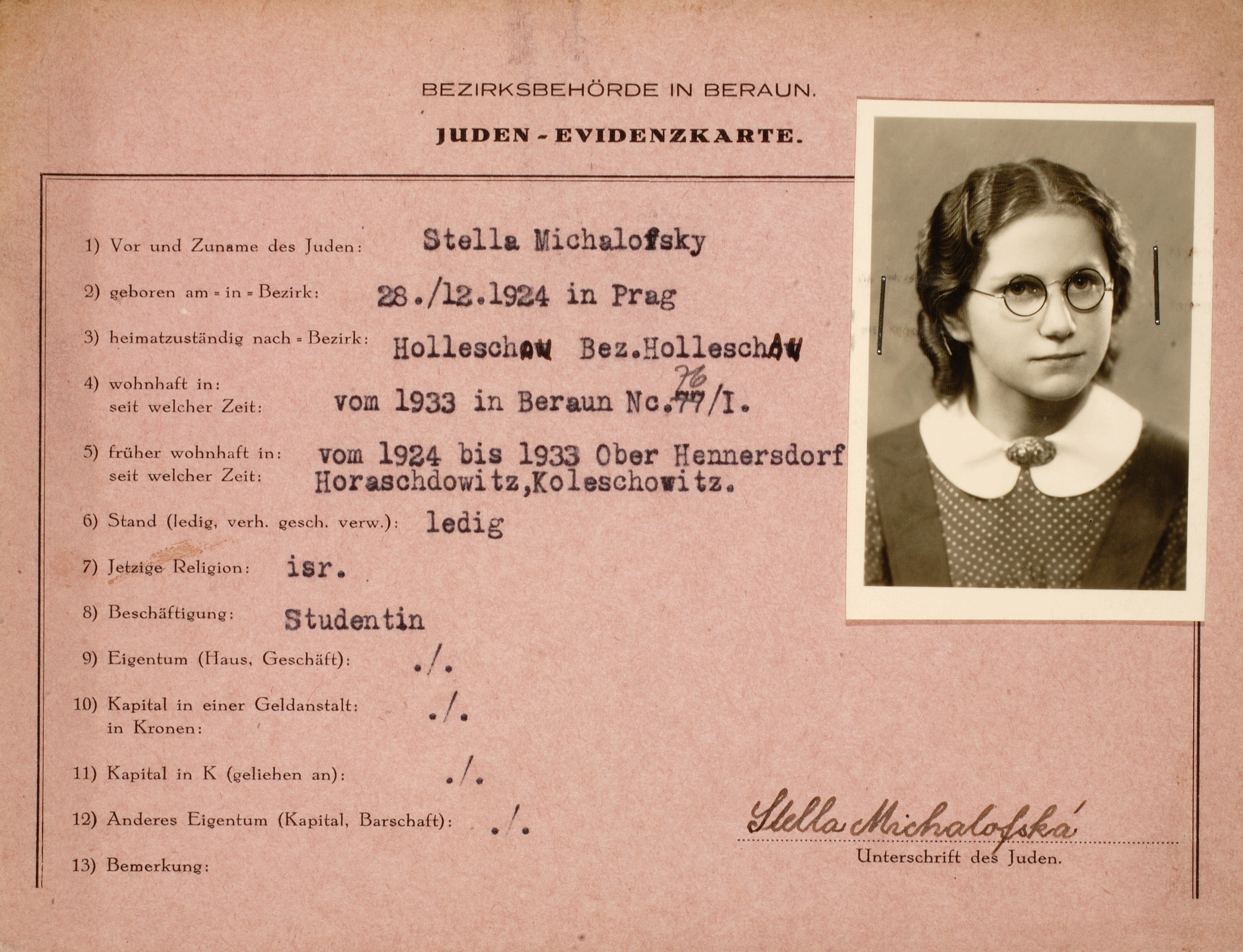
Evidenční karta evidence židovského obyvatelstva Okresního úřadu Beroun.
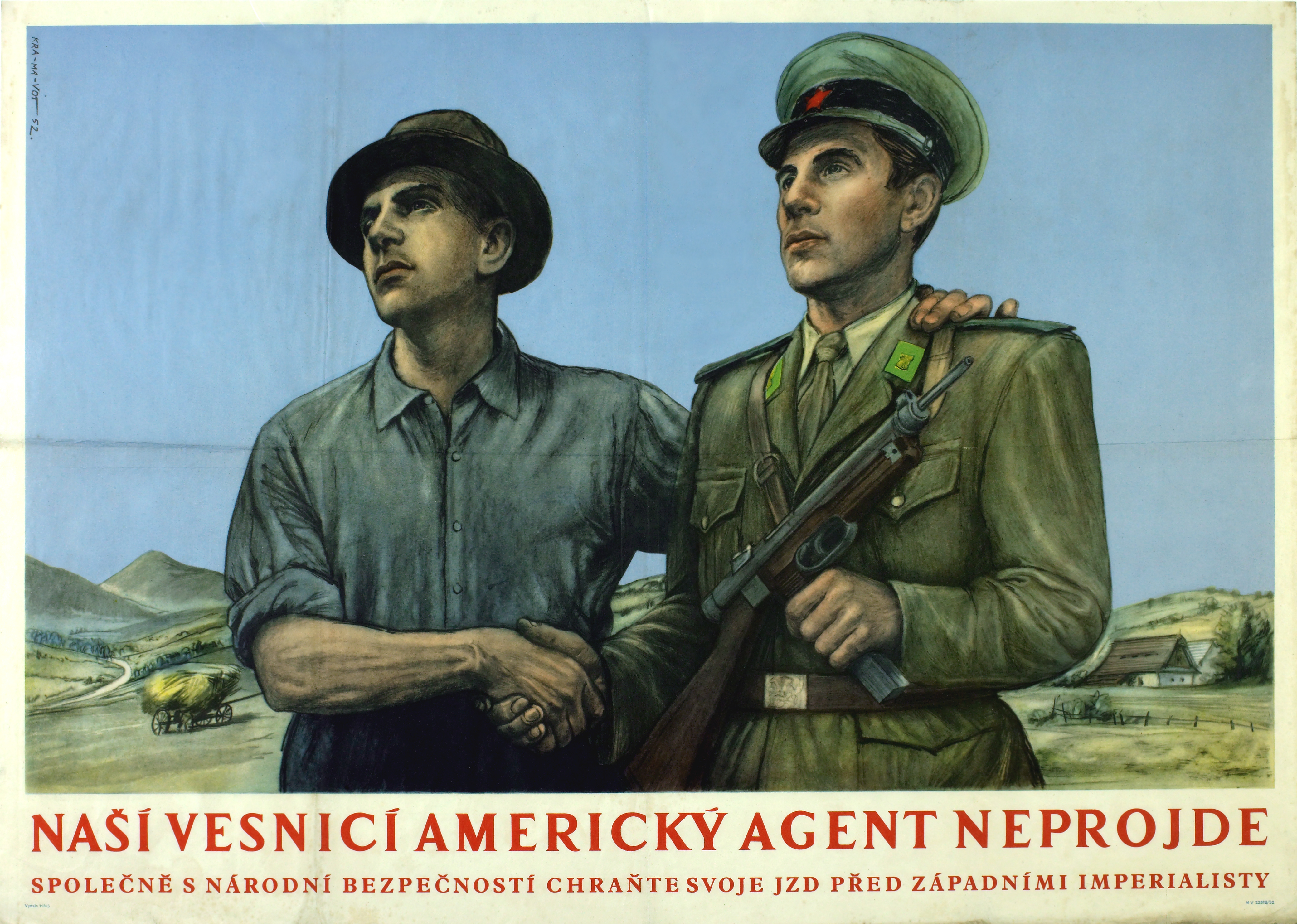
Budovatelský plakát z roku 1952.